# Święta i obrzędy Białorusinów (seria monet)
Święta i obrzędy Białorusinów (biał. Святы i абрады беларусаў) – seria monet kolekcjonerskich emitowanych przez Narodowy Bank Republiki Białorusi w latach 2004–2009. Autorką wzoru była Swiatłana Zaskiewicz.
Składająca się z ośmiu monet seria powstała jako owoc współpracy banku centralnego oraz Instytutu Nauk o Sztuce, Etnografii i Folklorze Białoruskiej Akademii Nauk dla uczczenia ludowych białoruskich tradycji. W tym celu wybrano osiem obecnych w białoruskiej kulturze świąt związanych z kalendarzem słonecznym: Kupałę (przypadającą podczas przesilenia letniego), Bahacz (odpowiednik dożynek; równonoc jesienna), Kolędę (Szczodre Gody; przesilenie zimowe) oraz Wielkanoc (równonoc wiosenna). Oprócz nich uwzględniono także uroczystości wyznaczające przejście pomiędzy kolejnymi porami roku: Spasy powiązane z prawosławnym świętem Przemienienia Pańskiego – w lecie, Dziady na jesieni, Maslenicę w zimie oraz Zielone Świątki na wiosnę.

## Opis i parametry fizyczne
Awers każdej z monet oprócz godła państwowego u szczytu, a także zapisanej wokoło białoruskojęzycznej legendy (nazwy kraju, nominału oraz roku bicia) zawierał w centrum dużą gwiazdę składającą się z ośmiu odrębnych promieni. Na każdej z monet była ona zdobiona przy pomocy unikalnego ornamentu ze specjalnym wyróżnieniem jednego z „promieni”, który odpowiadał miejscu danego święta w ludowym kalendarzu.
Elementem wspólnym rewersów wszystkich monet z tej serii był motyw kwadratowego okna, wewnątrz którego zamieszczono scenę ukazującą charakterystyczne dla danej uroczystości obrzędy. Boki rewersu zdobione były ludowym haftem nawiązującym do samego święta oraz wzoru zamieszczonego na awersie. U dołu monety zamieszczono nazwę uroczystości zapisaną w języku białoruskim.
Moneta upamiętniająca Noc Kupały przedstawiała legendarny kwiat paproci na tle wschodzącego słońca. Spasy symbolizowane były przez plaster miodu, jabłoń i snopek zboża (odpowiednio Spas miodowy, Spas jabłkowy i Spas chlebowy). Bahacz (dożynki) przedstawiono poprzez tradycyjną łubiankę wypełnioną żytem, w którą wetknięto świecę. Moneta „Dziady” prezentuje wnętrze wiejskiej chałupy ze stołem przygotowanym na ucztę dla przodków. Nad drzwiami wejściowymi przedstawiono dwa anioły trzymające świecę. Kolęda reprezentowana jest przez gwiazdę kolędniczą na tle zimowego krajobrazu. Moneta „Maslenica” przedstawia stos spożywanych podczas tego święta blinów wraz z miską kwaśniej śmietany. Symbolem Wielkanocy jest pisanka umieszczona na tle wysprzątanej chłopskiej izby. Monetę upamiętniającą Zielone Świątki ozdobiono wizerunkiem kielicha oraz wieńca z liści m.in. brzozy, klonu, jarzębiny i tataraku.
Każdą z monet wyemitowano w dwóch wariantach – miedzioniklowym o nominale 1 rubla oraz srebrnym (próba 925) o nominale 20 rubli, które różniły się także parametrami fizycznymi (średnica odpowiednio 33 i 38,61 mm, masa 16 i 33,62 g). Powierzchnię monet oksydowano, zaś monety 20-rublowe dodatkowo ozdobiono różnokolorowymi kryształami syntetycznymi. Wszystkie monety bito w Mennicy Litewskiej (Lietuvos monetų kalykla) w Wilnie.
Oficjalna cena sprzedaży monet z niniejszej serii ustalona przez białoruski bank centralny wyniosła 2,26 rubla (w przypadku monet o nominale 1 rubla) oraz 37,42 rubla (dla monet o nominale 20 rubli).
| wizerunek | wizerunek    | nazwa oryginalna         | znaczenie polskie | nominał | stop          | masa [g] | średnica [mm] | nakład | data emisji          | przypisy            |
| awers     | rewers       | nazwa oryginalna         | znaczenie polskie | nominał | stop          | masa [g] | średnica [mm] | nakład | data emisji          | przypisy            |
| --------- | ------------ | ------------------------ | ----------------- | ------- | ------------- | -------- | ------------- | ------ | -------------------- | ------------------- |
|           |              | Купалле (Kupalle)        | Kupała            | 1 rubel | miedzionikiel | 16       | 33            | 5000   | 15 lipca 2004        | [ 2 ] [ 12 ] [ 13 ] |
| 20 rubli  | srebro (925) | Купалле (Kupalle)        | Kupała            | 33,62   | 38,61         | 3000     |               |        | 15 lipca 2004        | [ 2 ] [ 12 ] [ 13 ] |
|           |              | Каляды (Kalady)          | Kolęda            | 1 rubel | miedzionikiel | 16       | 33            | 5000   | 20 grudnia 2004      | [ 6 ] [ 14 ] [ 13 ] |
| 20 rubli  | srebro (925) | Каляды (Kalady)          | Kolęda            | 33,62   | 38,61         | 3000     |               |        | 20 grudnia 2004      | [ 6 ] [ 14 ] [ 13 ] |
|           |              | Вялікдзень (Wialikdzień) | Wielkanoc         | 1 rubel | miedzionikiel | 16       | 33            | 5000   | 12 kwietnia 2005     | [ 8 ] [ 11 ] [ 15 ] |
| 20 rubli  | srebro (925) | Вялікдзень (Wialikdzień) | Wielkanoc         | 33,62   | 38,61         | 3000     |               |        | 12 kwietnia 2005     | [ 8 ] [ 11 ] [ 15 ] |
|           |              | Багач (Bahacz)           | Dożynki           | 1 rubel | miedzionikiel | 16       | 33            | 5000   | 2 sierpnia 2005      | [ 4 ] [ 11 ] [ 15 ] |
| 20 rubli  | srebro (925) | Багач (Bahacz)           | Dożynki           | 33,62   | 38,61         | 3000     |               |        | 2 sierpnia 2005      | [ 4 ] [ 11 ] [ 15 ] |
|           |              | Сёмуха (Siomucha)        | Zielone Świątki   | 1 rubel | miedzionikiel | 16       | 33            | 5000   | 7 czerwca 2006       | [ 9 ] [ 15 ]        |
| 20 rubli  | srebro (925) | Сёмуха (Siomucha)        | Zielone Świątki   | 33,62   | 38,61         | 3000     |               |        | 7 czerwca 2006       | [ 9 ] [ 15 ]        |
|           |              | Масленіца (Maslenica)    | Maslenica         | 1 rubel | miedzionikiel | 16       | 33            | 5000   | 7 lutego 2007        | [ 7 ] [ 16 ]        |
| 20 rubli  | srebro (925) | Масленіца (Maslenica)    | Maslenica         | 33,62   | 38,61         | 3000     |               |        | 7 lutego 2007        | [ 7 ] [ 16 ]        |
|           |              | Дзяды (Dziady)           | Dziady            | 1 rubel | miedzionikiel | 16       | 33            | 5000   | 28 października 2008 | [ 5 ] [ 17 ]        |
| 20 rubli  | srebro (925) | Дзяды (Dziady)           | Dziady            | 33,62   | 38,61         | 3000     |               |        | 28 października 2008 | [ 5 ] [ 17 ]        |
|           |              | Спасы (Spasy)            | Spasy             | 1 rubel | miedzionikiel | 16       | 33            | 5000   | 12 sierpnia 2009     | [ 3 ] [ 18 ]        |
| 20 rubli  | srebro (925) | Спасы (Spasy)            | Spasy             | 33,62   | 38,61         | 3000     |               |        | 12 sierpnia 2009     | [ 3 ] [ 18 ]        |

## Nagrody
Monety z omawianej serii uzyskały wyróżnienia podczas dorocznych nagród Coin of the Year przyznawanych przez wydawnictwo numizmatyczne Krause Publications. „Wielkanoc” zwyciężyła w 2007 roku w kategorii „Most artistic”, zaś „Maslenica” w 2009 roku w kategorii „Best Crown” (dla monet w rozmiarze crown).